# Velise Ristija Johannese kirik
Velise Ristija Johannese kirik är en ortodox kyrka i Märjamaa i Estland. Den planerades av Ervin Bernhardt, och blev klar 1889.